# Parafia Matki Bożej Bolesnej w Grzegorzówce-Wólce
Parafia Matki Bożej Bolesnej w Grzegorzówce - Wólce – parafia rzymskokatolicka znajdująca się w archidiecezji przemyskiej, w dekanacie Błażowa. 

## Historia
W 1975 roku w Wólce Hyżneńskiej, przy granicy z Grzegorzówką, Stanisław Walas z Grzegorzówki i Eugeniusz Walas z Wólki Hyżneńskiej pod pozorem budowy obory, rozpoczęli budowę kościoła, do której dołączyli inni mieszkańcy. 5 lipca 1975 roku bp Bolesław Taborski poświęcił kościół, a jego rektorem został ks. Henryk Rychlak wikariusz z Hyżnego. Władze państwowe stosowały represje wobec wiernych. 
Gdy kościół okazał się za mały, w latach 1975–1976 dokonano jego rozbudowy. 18 września 1976 roku bp Ignacy Tokarczuk dokonał poświęcenia rozbudowanego kościoła. 1 lipca 1977 roku została erygowana parafia Grzegorzówka-Wólka pw. Matki Bożej Bolesnej, z wydzielonego terytorium parafii w Hyżnem.
Na terenie parafii jest 1 440 wiernych (w tym: Grzegorzówka – 580, Wólka Hyżneńska – 672, Hyżne-Dział – 146).
Proboszczowie parafii:
1977–2007. ks. kan. Henryk Rychlak.
2007– nadal ks. Marian Fortuna.